# Henry McCully
Henry McCully (Motherwell; 30 de abril de 1948) es un exdelantero de fútbol escocés-estadounidense.

## Trayectoria
En 1971, el Hartford Ukrainians lo fichó. Terminó su carrera en la Major Indoor Soccer League con los Hartford Hellions en la temporada 1979-1980.

## Selección nacional
Jugó dos partidos con Estados Unidos en 1975 y anotó en su debut, una derrota el 19 de agosto de 1975 ante Costa Rica. En ambos encuentros jugó con a su hermano Charlie McCully.

## Clubes
| Club                      | País           | Año       |
| ------------------------- | -------------- | --------- |
| Hartford Ukrainians       | Estados Unidos | 1971-1972 |
| New York Cosmos           | Estados Unidos | 1973      |
| Connecticut Wildcats      | Estados Unidos | 1973      |
| Rhode Island Oceaneers    | Estados Unidos | 1974      |
| Connecticut Bicentennials | Estados Unidos | 1975-1977 |
| Memphis Rogues            | Estados Unidos | 1978-1979 |
| Hartford Hellions         | Estados Unidos | 1979-1980 |

## Palmarés

### Títulos nacionales
| Título                 | Equipo                 | País           | Año  |
| ---------------------- | ---------------------- | -------------- | ---- |
| American Soccer League | Rhode Island Oceaneers | Estados Unidos | 1974 |